# (400) Ducrosa
(400) Ducrosa – planetoida z grupy pasa głównego asteroid okrążająca Słońce w ciągu 5 lat i 193 dni w średniej odległości 3,13 j.a. Została odkryta 15 marca 1895 roku w Observatoire de Nice w Nicei przez Auguste Charloisa. Nazwa planetoidy pochodzi od J. Ducrosa – mechanika w Observatoire de Nice. Przed jej nadaniem planetoida nosiła oznaczenie tymczasowe (400) 1895 BU.